# جان ديلارج
جان ديلارج (1906–1977) هو ملاكم بلجيكي راحل، مثّل بلاده في الألعاب الأولمبية الصيفية 1924.

## روابط خارجية
جان ديلارج على موقع بوكس ريك (الإنجليزية) (registration required)
- جان ديلارج على موقع أوليمبيديا (الإنجليزية)
- جان ديلارج على موقع اللجنة الأولمبية البلجيكية (الهولندية)